# Maison des dix hommes
La Maison de dix hommes (finnois : Kymmenenmiehen talo) est un bâtiment de style Art nouveau construit dans le quartier de Nalkala à Tampere en Finlande.

## Photographies

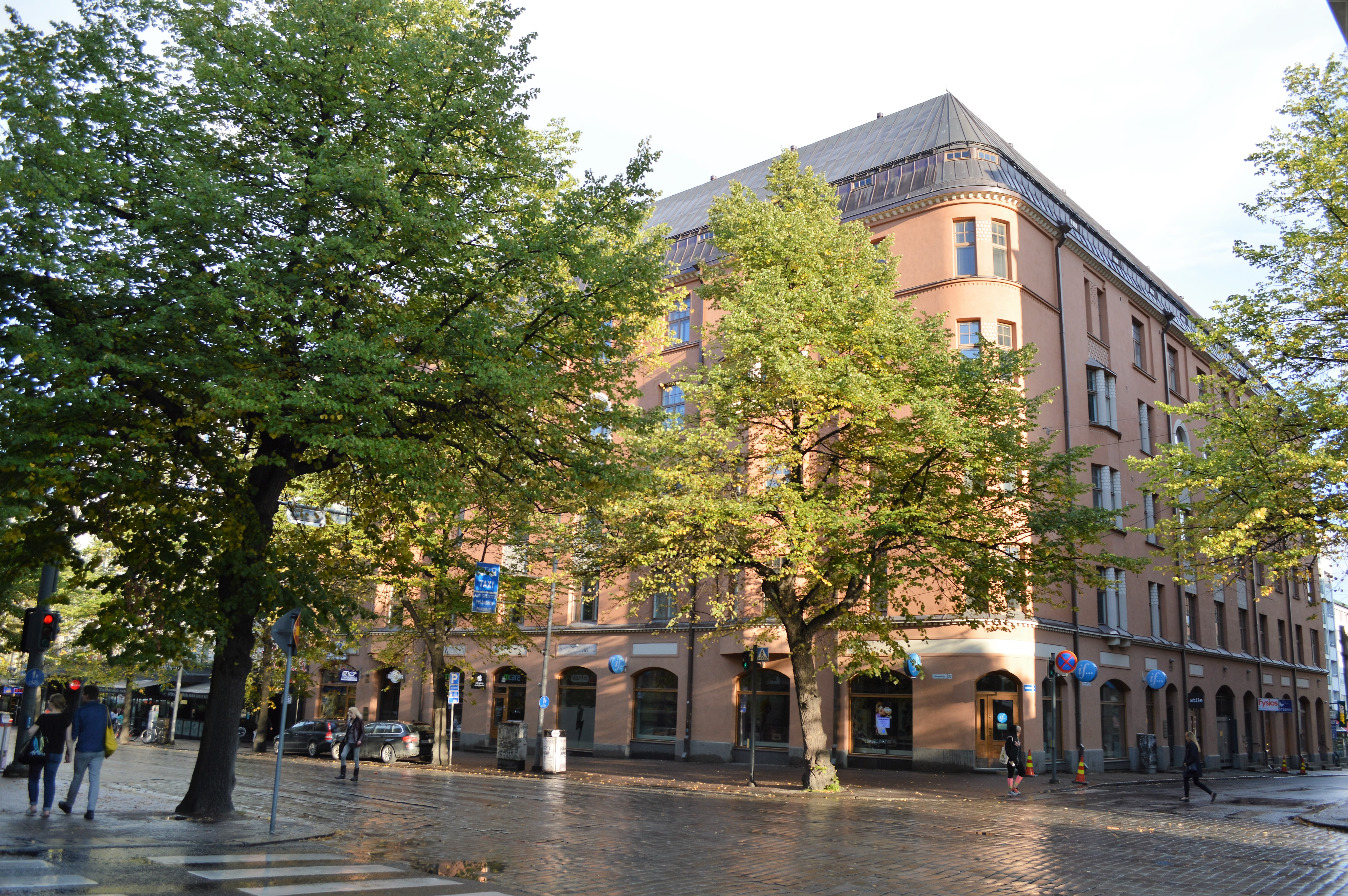
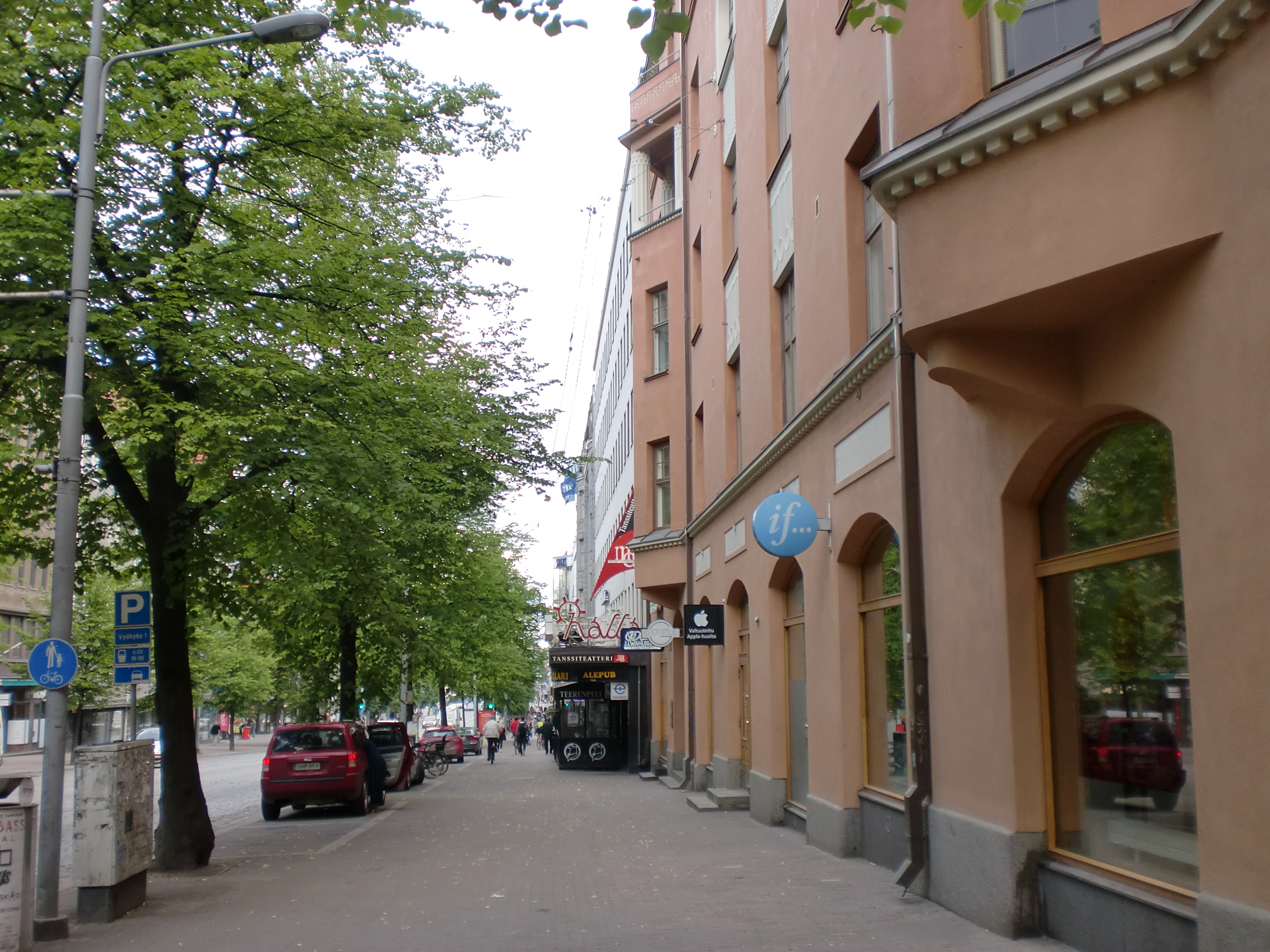